# Gare de Poulseur
La gare de Poulseur est une gare ferroviaire belge de la ligne 43, de Liège (Angleur) à Marloie, située au village de Poulseur sur le territoire de la commune de Comblain-au-Pont, en Région wallonne dans la province de Liège.
Elle est mise en service en 1866 par la Grande compagnie du Luxembourg. C'est une halte ferroviaire de la Société nationale des chemins de fer belges (SNCB) desservie par des trains InterCity (IC), omnibus (L) et heure de pointe (P).

## Situation ferroviaire
Établie à 95 m d'altitude, la gare de Poulseur est située au point kilométrique (PK) 20,10 de la ligne 43, de Liège (Angleur) à Marloie, entre les gares ouvertes de Esneux et de Rivage.

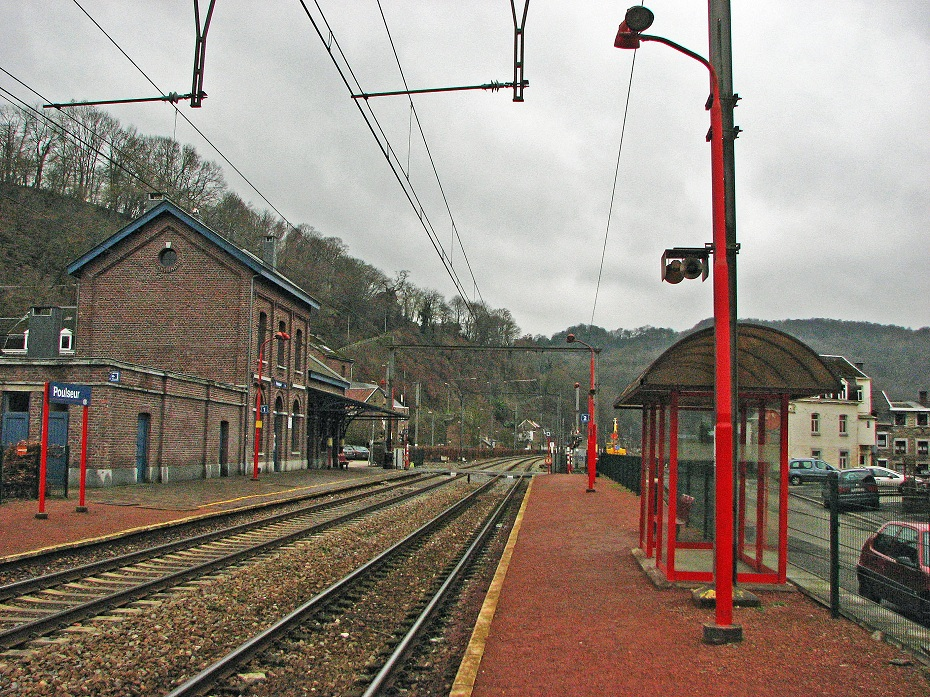
Intérieur de la halte.

## Histoire
La station de Poulseur, est mise en service le 1er août 1866 par la Grande compagnie du Luxembourg lorsqu'elle ouvre à l'exploitation la section de Melreux à Liège-Guillemins qui permet l'ouverture dans la totalité de la ligne de l'Ourthe.
En 1891, le bâtiment d’origine fut démoli et remplacé par une gare de plan type 1881 de la variante munie d’une aile de trois travées à gauche du corps central. Cette aile abritait la salle d’attente des voyageurs.
Le bâtiment de gare existe toujours à l’heure actuelle et possède encore sa marquise de quai.

## Service des voyageurs

### Accueil
Halte SNCB, c'est un point d'arrêt non géré (PANG) à accès libre doté de deux quais et abris.

### Dessertes
Poulseur est desservie par des trains Intercity (IC), Omnibus (L) et d'Heure de pointe (P) de la SNCB.
En semaine, on retrouve deux dessertes cadencées à l'heure : des trains IC-33 entre Liège-Guillemins et Luxembourg et des trains L entre Liers et Marloie ou Rochefort-Jemelle, renforcés par :
- une paire de trains P entre Liège-Saint-Lambert et Rochefort-Jemelle ;
- un train P entre Liège-Saint-Lambert et Marloie (le matin) ;
- un train P entre Liège-Saint-Lambert et Bomal (vers midi, le mercredi uniquement) ;
- deux trains P entre Gouvy et Liège-Guillemins le matin, et un dans le sens inverse l’après-midi.

Les week-ends et jours fériés, la desserte se résume aux IC-33 Liers - Luxembourg et aux trains L Liers - Marloie, qui circulent toutes les deux heures.
En été, un unique train touristique (ICT) circulant, le matin, entre Liers et Rochefort-Jemelle se rajoute aux trains L de cette relation durant les week-ends.

### Intermodalité
Un parc pour les vélos et un parking pour les véhicules y sont aménagés. Elle est desservie par des bus TEC.

## Comptage voyageurs
Ce graphique et tableau montre le nombre de voyageurs embarquant en moyenne durant la semaine, le samedi et le dimanche.
| Nombre de passagers qui embarquent à la gare de Poulseur | Nombre de passagers qui embarquent à la gare de Poulseur | Nombre de passagers qui embarquent à la gare de Poulseur | Nombre de passagers qui embarquent à la gare de Poulseur |
|                                                          | Semaine                                                  | Samedi                                                   | Dimanche                                                 |
| -------------------------------------------------------- | -------------------------------------------------------- | -------------------------------------------------------- | -------------------------------------------------------- |
| 1977                                                     | 246                                                      | 63                                                       | 60                                                       |
| 1978                                                     | 214                                                      | 60                                                       | 59                                                       |
| 1979                                                     | 269                                                      | 64                                                       | 57                                                       |
| 1980                                                     | 313                                                      | 107                                                      | 69                                                       |
| 1981                                                     | 274                                                      | 88                                                       | 73                                                       |
| 1982                                                     | 271                                                      | 75                                                       | 62                                                       |
| 1983                                                     | 271                                                      | 66                                                       | 45                                                       |
| 1984                                                     | 284                                                      | 96                                                       | 92                                                       |
| 1985                                                     | 403                                                      | 131                                                      | 150                                                      |
| 1986                                                     | 429                                                      | 108                                                      | 77                                                       |
| 1987                                                     | 348                                                      | 111                                                      | 87                                                       |
| 1988                                                     | 329                                                      | 113                                                      | 117                                                      |
| 1989                                                     | 291                                                      | 121                                                      | 89                                                       |
| 1990                                                     | 243                                                      | 97                                                       | 57                                                       |
| 1991                                                     | 262                                                      | 64                                                       | 62                                                       |
| 1992                                                     | 281                                                      | 99                                                       | 91                                                       |
| 1993                                                     | 207                                                      | 76                                                       | 70                                                       |
| 1994                                                     | 197                                                      | 68                                                       | 71                                                       |
| 1995                                                     | 159                                                      | 67                                                       | 56                                                       |
| 1996                                                     | 213                                                      | 81                                                       | 79                                                       |
| 1997                                                     | 175                                                      | 71                                                       | 56                                                       |
| 1998                                                     | 170                                                      | 72                                                       | 54                                                       |
| 1999                                                     | 142                                                      | 68                                                       | 42                                                       |
| 2000                                                     | 234                                                      | 98                                                       | 96                                                       |
| 2001                                                     | 123                                                      | 53                                                       | 54                                                       |
| 2002                                                     | 142                                                      | 72                                                       | 44                                                       |
| 2003                                                     | 138                                                      | 68                                                       | 42                                                       |
| 2004                                                     | 157                                                      | 94                                                       | 46                                                       |
| 2005                                                     | 162                                                      | 73                                                       | 50                                                       |
| 2006                                                     | 157                                                      | 74                                                       | 68                                                       |
| 2007                                                     | 180                                                      | 89                                                       | 50                                                       |
| 2008                                                     | -                                                        | -                                                        | -                                                        |
| 2009                                                     | 168                                                      | 61                                                       | 94                                                       |
| 2010                                                     | -                                                        | -                                                        | -                                                        |
| 2011                                                     | -                                                        | -                                                        | -                                                        |
| 2012                                                     | 190                                                      | 60                                                       | 72                                                       |
| 2013                                                     | 184                                                      | 78                                                       | 82                                                       |
| 2014                                                     | 202                                                      | 84                                                       | 102                                                      |
| 2015                                                     | 165                                                      | 55                                                       | 57                                                       |
| 2016                                                     | 201                                                      | 79                                                       | 64                                                       |
| 2017                                                     | 166                                                      | 76                                                       | 75                                                       |
| 2018                                                     | 163                                                      | 66                                                       | 53                                                       |
| 2019                                                     | 196                                                      | 92                                                       | 82                                                       |
| 2020                                                     | 139                                                      | 49                                                       | 38                                                       |
| 2021                                                     | -                                                        | -                                                        | -                                                        |
| 2022                                                     | 333                                                      | 145                                                      | 132                                                      |
| 2023                                                     | 283                                                      | 82                                                       | 129                                                      |
| 2024                                                     | 332                                                      | 134                                                      | 128                                                      |

## Galerie de photos

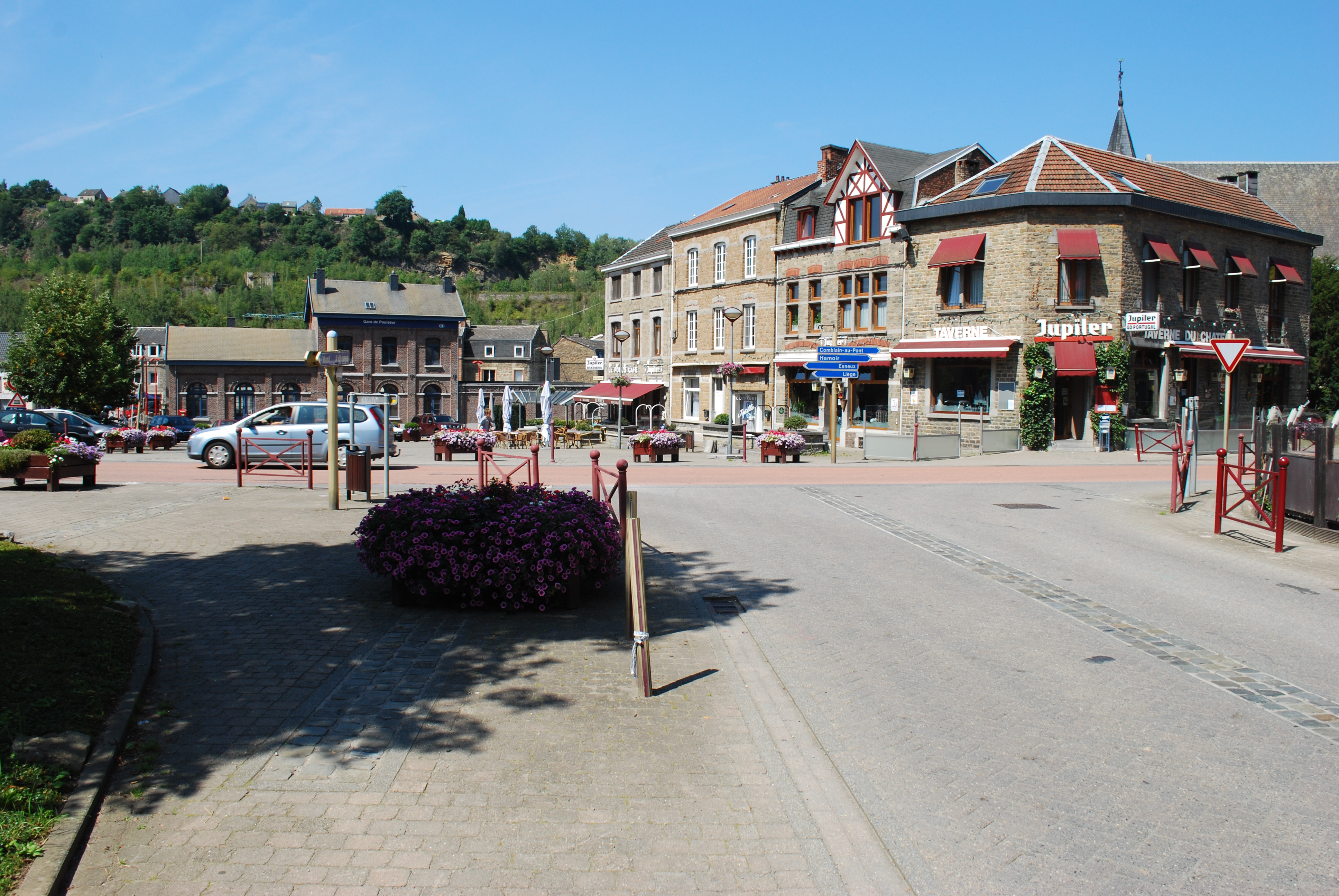
Place de la gare.
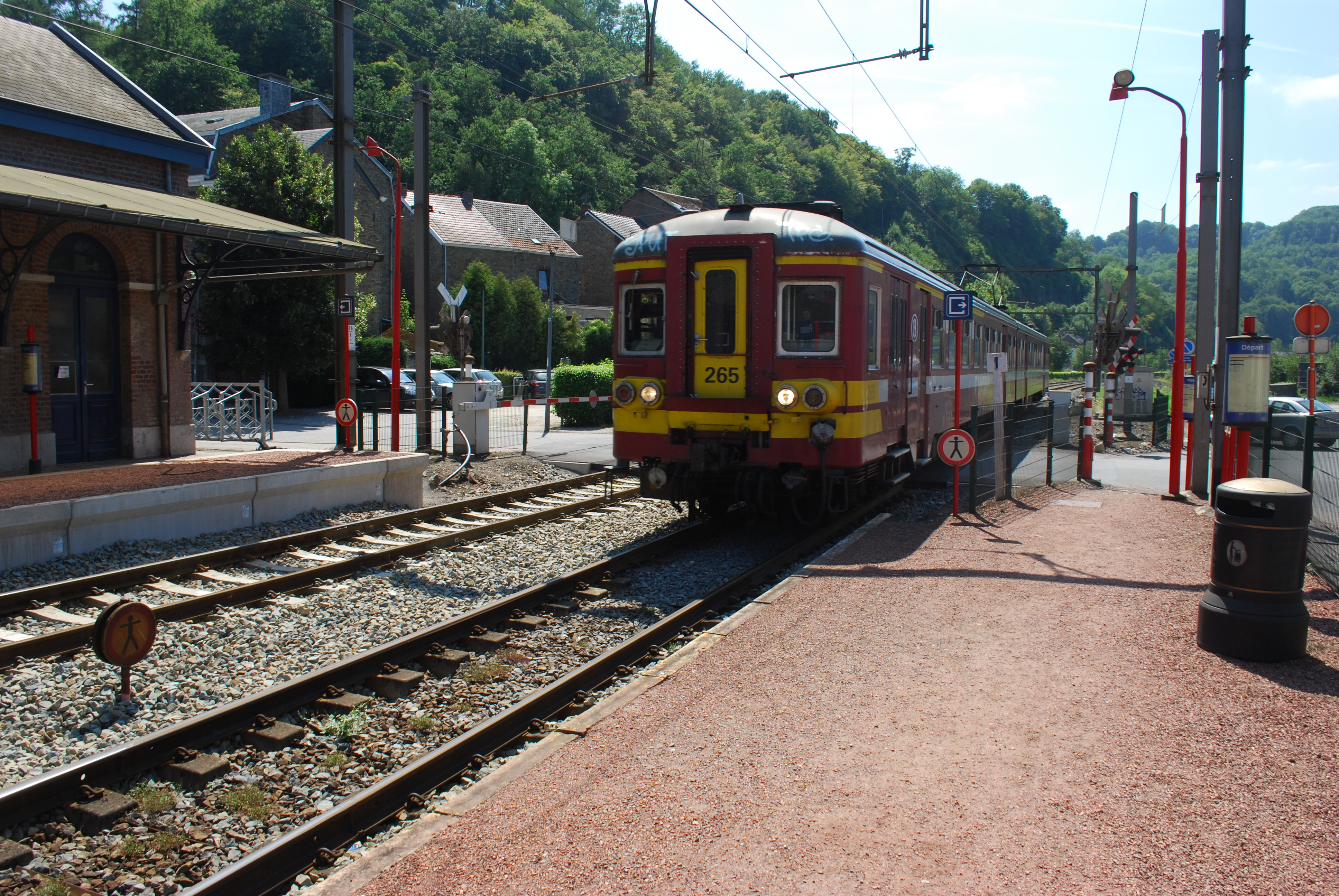
Arrivée d'un train.
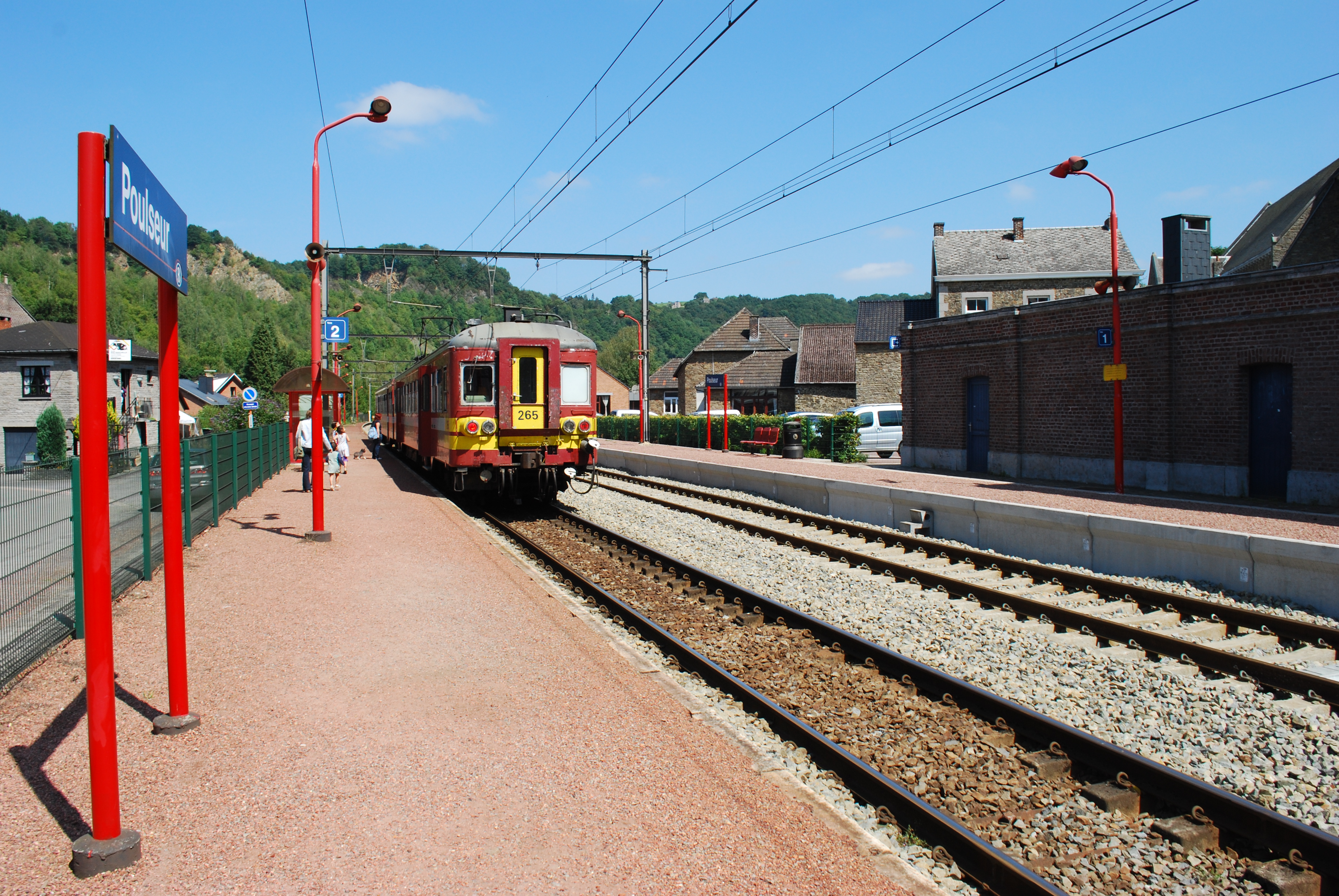
Train à quai.
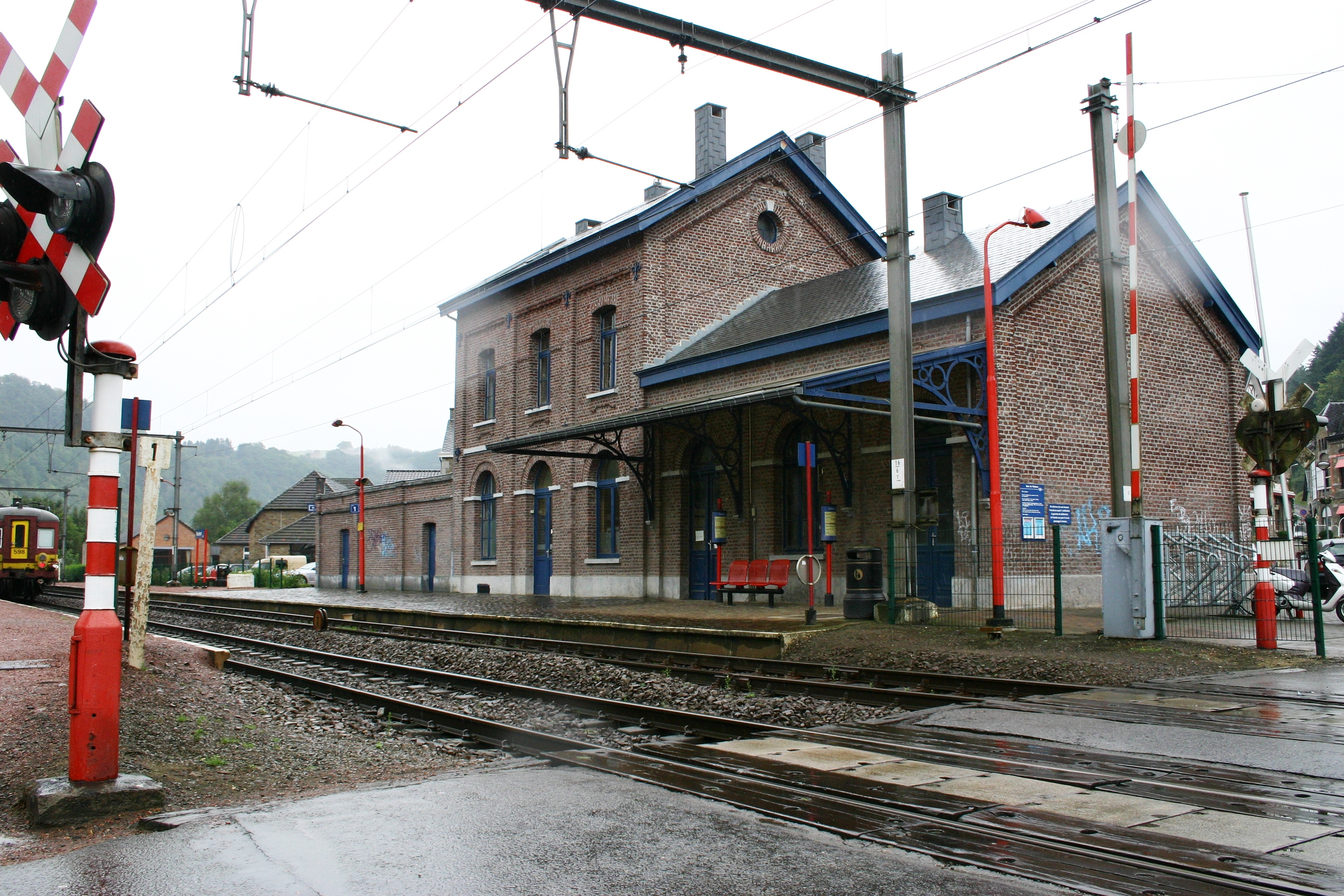
Passage à niveau et bâtiment de la gare.